# Hans-Wilhelm Müller-Wohlfahrt
Hans-Wilhelm Müller-Wohlfahrt (ur. 12 sierpnia 1942 roku w Leerhafe, obecnie Wittmund) – klubowy lekarz Bayernu Monachium i światowej sławy lekarz sportowy. Ze względu na jego renomę, z jego pomocy korzystali także piłkarze z innych klubów oraz znani przedstawiciel innych dyscyplin sportu (m.in. sprinter Usain Bolt)
Niemiecki lekarz znany jest z kontrowersyjnych metod leczenia, takich jak stosowanie substancji zwanej Hylart, pozyskiwanej z grzebieni kurczaków, czy też stosowania innych metod jak zastrzyki z miodu i krwi cielęcej.